# Avraham Achituv
Avraham Achituv (hebrejsky אברהם אחיטוב‎‎, rodným jménem Avraham Gottfried; * 10. prosince 1930 Výmarská republika – 15. července 2009 Izrael) byl izraelský státní úředník, který v letech 1974 až 1980 působil jako ředitel Šin bet.

## Životopis
Achituv se narodil v roce 1930 ve Výmarské republice jako Avraham Gottfried a v roce 1935 se s rodinou přistěhoval Britského mandátu Palestina. V roce 1946 vstoupil do Hagany, zatímco studoval v semináři Kfar ha-Ro'e, kde dokončil střední školu. V roce 1949 vstoupil do zpravodajské služby Šaj, která byla založena během první arabsko-izraelské války v roce 1948 a později se z ní stala Šin bet. V období konfliktu přijal příjmení Achituv.
V 50. letech sloužil v arabském oddělení Šin bet. Zasloužil se o přijetí politiky „praktické umírněnosti“ ve vztahu k izraelským Arabům. Tato politika měla umožnit plnou integraci izraelských Arabů do hlavního proudu izraelské společnosti. Povolil používání lží u izraelských soudů k zakrytí přiznání získaných mučením.
V srpnu 1982 se ve Washington Star objevila kontroverzní zpráva, která naznačovala, že Achituvova rezignace byla způsobena zásahem premiéra Begina do vyšetřování bombových útoků na starosty palestinských měst, které prováděly židovské extremistické skupiny. Begin i Achituv toto tvrzení popřeli. Poté, co Achituv vypověděl, že jeho rezignace byla podána ještě před sérií bombových útoků, obhajoba Knesetu odmítla zprávu Washington Star jako „nepodloženou“ a nemající „žádný základ“.